# Sarcococca orientalis
Sarcococca orientalis är en buxbomsväxtart som beskrevs av Cheng Yih Wu. Sarcococca orientalis ingår i släktet Sarcococca och familjen buxbomsväxter. Inga underarter finns listade i Catalogue of Life.

## Bildgalleri

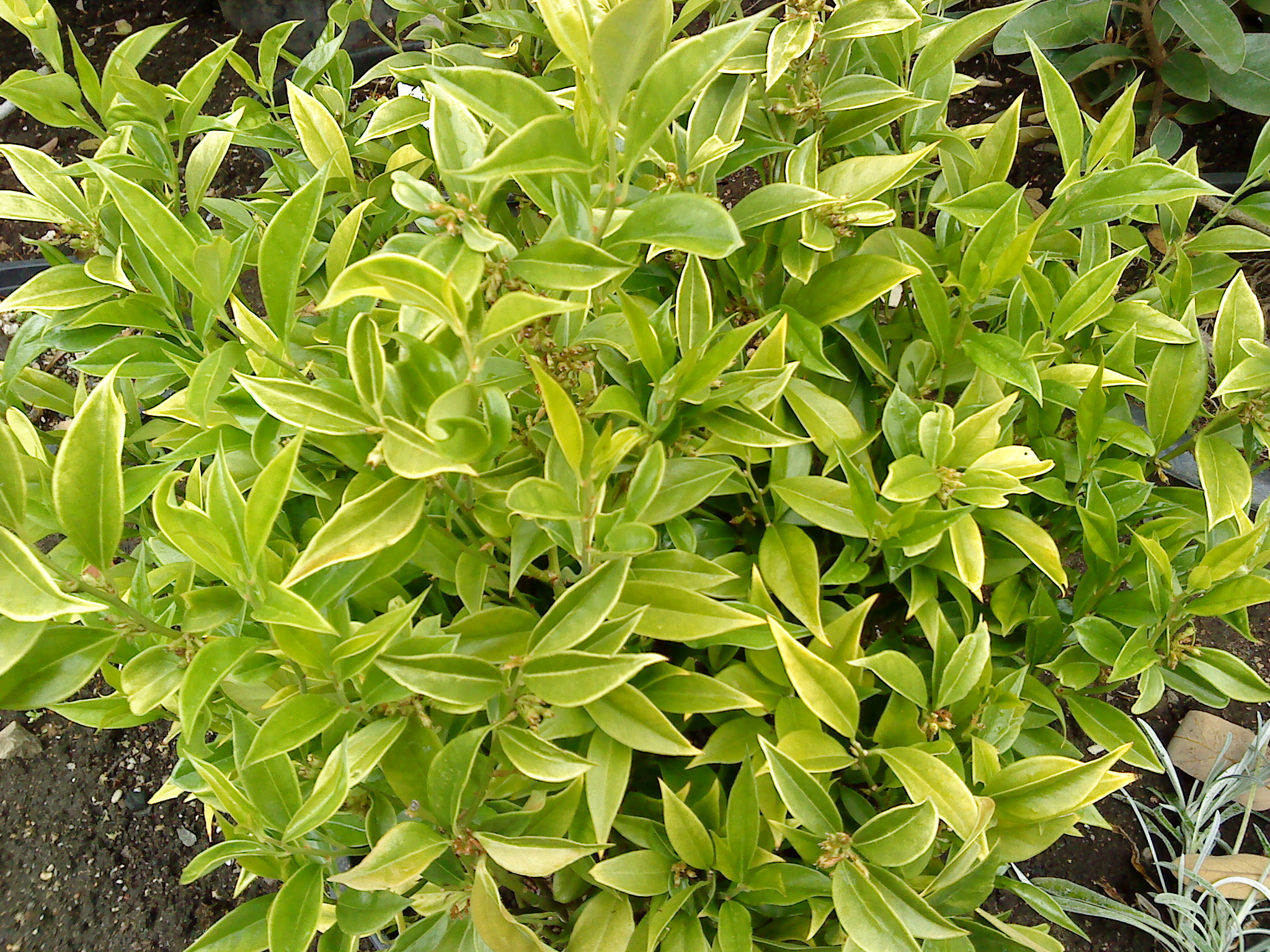